# Hugh Coveney
Hugh Coveney (irisch Aodh Ó Cómhanaigh; * 20. Juli 1935; † 15. März 1998) war ein irischer Politiker der Fine Gael.

## Biografie
Coveney war ursprünglich amtlich zugelassener Kostenplanungsingenieur (Chartered Quantity Surveyor) sowie Direktor mehrerer Unternehmen in Cork. Er bekleidete von 1982 bis 1983 das Amt des Oberbürgermeisters von Cork (Lord Mayor of Cork).
Seine eigene politische Laufbahn begann er 1981 als Kandidat der Fine Gael mit der erstmaligen Wahl zum Abgeordneten (Teachta Dála) des Unterhauses (Dáil Éireann). Dort vertrat er zunächst den Wahlkreis Cork-South-Central, verlor sein Abgeordnetenmandat zunächst im März 1982. Bereits im Dezember 1982 wurde er allerdings erneut zum Abgeordneten gewählt. Nach einem erneuten Mandatsverlust aufgrund der Wahlniederlage 1987 wurde er erst bei einer Nachwahl (By-Election) am 10. November 1994 wieder zum Abgeordneten des Dáil gewählt und vertrat dort bis zu seinem Tode seinen alten Wahlkreis Cork-South-Central.
Bereits einen Monat nach seinem Wiedereinzug in das Unterhaus wurde er am 15. Dezember 1994 von Premierminister (Taoiseach) John Bruton zum Minister für Verteidigung und Marine ernannt. Nach knapp halbjähriger Amtszeit trat er von diesem Amt am 23. Mai 1995 zurück und wurde am nachfolgenden Tag stattdessen Staatsminister beim Finanzminister. Dieses Amt behielt er schließlich bis zum Ende von Brutons Amtszeit am 26. Juni 1997. Bei der durch seinen Tod notwendig gewordenen Nachwahl wurde sein Sohn Simon Coveney in das Unterhaus gewählt.